# Israel en los Juegos Paralímpicos de Arnhem 1980
Israel estuvo representado en los Juegos Paralímpicos de Arnhem 1980 por un total de 47 deportistas, 40 hombres y siete mujeres.

## Medallistas
El equipo paralímpico israelí obtuvo las siguientes medallas:
| Nombre | Deporte                       | Evento                          |
| --- | ----------------------------- | ------------------------------- |
| Oro |                               |                                 |
| Zipora Rubin-Rosenbaum                                                                                                 | Atletismo                     | Jabalina 5 femenino             |
| Equipo | Baloncesto en silla de ruedas | Florete individual 2-3 femenino |
| Shmuel Haimovitz | Halterofilia                  | –51 kg paraplejia masculino     |
| Abraham Strauch | Halterofilia                  | –85 kg paraplejia masculino     |
| Uri Bergman | Natación                      | 100 m libre 6 masculino         |
| Uri Bergman | Natación                      | 100 m mariposa 6 masculino      |
| Uri Bergman | Natación                      | 200 m estilos 6 masculino       |
| Ron Bolotin | Natación                      | 100 m libre C-D masculino       |
| Ron Bolotin | Natación                      | 100 m mariposa C masculino      |
| Baruch Peretzman | Natación                      | 50 m braza F masculino          |
| Assaf Agmon Uri Bergman Shlomo Pinto Joseph Wanger                                                                     | Natación                      | 4 × 50 m libre 2-6 masculino    |
| Nitzan Atzmon Moshe Barbalat Aharon Danziger Roni Fradkin Eliezer Kalina Zvi Karsh Igal Pazi Eliyahu Unger Hagai Zamir | Voleibol de pie               | Torneo masculino                |
| Plata |                               |                                 |
| Yekutiel Gershoni | Atletismo                     | 100 m E1 masculino              |
| Yekutiel Gershoni | Atletismo                     | 400 m E1 masculino              |
| Yekutiel Gershoni | Atletismo                     | 1500 m E1 masculino             |
| Yehu Adani | Atletismo                     | Disco CP C masculino            |
| Yehu Adani | Atletismo                     | Jabalina CP C masculino         |
| Zvi Karsh | Atletismo                     | Peso C masculino                |
| Reuven Perach | Atletismo                     | Pentatlón A masculino           |
| Equipo | Baloncesto en silla de ruedas | Torneo femenino                 |
| Ayala Malchan Margalit Peretz Chemda Levy Rachel Tassa                                                                 | Esgrima en silla de ruedas    | Florete por equipos femenino    |
| Baruch Peretzman | Natación                      | 50 m espalda F masculino        |
| Baruch Peretzman | Natación                      | 50 m libre F masculino          |
| Baruch Peretzman | Natación                      | 150 m estilos F masculino       |
| Assaf Agmon | Natación                      | 25 m mariposa 2 masculino       |
| Assaf Agmon | Natación                      | 50 m libre 2 masculino          |
| Joseph Wanger | Natación                      | 50 m braza 3 masculino          |
| Ron Bolotin | Natación                      | 100 m braza C masculino         |
| Shlomo Pinto | Natación                      | 100 m libre 4 masculino         |
| Assaf Agmon Shlomo Pinto Joseph Wanger                                                                                 | Natación                      | 3 × 50 m estilos 2-4 masculino  |
| Bronce |                               |                                 |
| Zipora Rubin-Rosenbaum                                                                                                 | Atletismo                     | Peso 5 femenino                 |
| Zvi Hoffman | Atletismo                     | Disco C masculino               |
| Zvi Hoffman | Atletismo                     | Salto de longitud C masculino   |
| Zvi Hoffman | Atletismo                     | Pentatlón C masculino           |
| Issahar Navon | Atletismo                     | Disco D masculino               |
| Issahar Navon | Atletismo                     | Pentatlón D masculino           |
| Nitzan Atzmon | Atletismo                     | Salto de altura F masculino     |
| Yekutiel Gershoni | Atletismo                     | Salto de longitud E1 masculino  |
| David Jakubovich | Atletismo                     | Pentatlón A masculino           |
| Chemda Levy | Esgrima en silla de ruedas    | Florete individual 2-3 femenino |
| Margalit Peretz | Esgrima en silla de ruedas    | Florete individual 4-5 femenino |
| Shalom Dlugatch | Halterofilia                  | +85 kg paraplejia masculino     |
| Assaf Agmon | Natación                      | 50 m braza 2 masculino          |
| Assaf Agmon | Natación                      | 75 m estilos 2 masculino        |
| Ron Bolotin | Natación                      | 400 m libre C-D masculino       |